# Gersaints butiksskylt
Gersaints butiksskylt (franska: L'Enseigne de Gersaint) är en oljemålning av den franske rokokokonstnären Antoine Watteau. Den målades 1720 och är utställd på Charlottenburgs slott i Berlin dit den fördes av Fredrik den store 1748.
Gersaints butiksskylt är Watteaus konstnärliga testamente och mästerverk, en av hans sista och största målningar. Trots att den enligt traditionen bara tog åtta dagar att måla utgör tavlan en höjdpunkt vad gäller observation, komposition och teckning. 
Efter att den lungsjuke konstnären återkommit från en resa till London, tog konsthandlaren Edme-François Gersaint (1694–1750) emot honom i sitt hem. Som tack målade Watteau tavlan som var tänkt att placeras som överstycke ovanför ingångsdörren till Gersaints konsthandel på Pont Notre-Dame i Paris. Den användes dock aldrig som butiksskylt; Gersaint sålde den efter bara 15 dagar. Efter några ägarbyten köptes den av Fredrik den store 1748; redan då var tavlan tudelad.
Gersaints butiksskylt visar en konsthandlares butik där gårdagens målningar packas i lådor, däribland ett porträtt av Ludvig XIV, medan herrskapet till höger befattar sig med ”modern” konst. Verket kan till och med läsas som en politisk allegori över maktskiftet efter Ludvig XIV:s död 1715. Den har också beskrivits som "en poetisk syntes av mänsklighetens sökande efter kärlek och lycka". Watteau var vid verkets tillkomst svårt sjuk i tuberkulos och dog ett år senare (1721), endast 36 år gammal.